# Tylobranchion nordgaardi
Tylobranchion nordgaardi är en sjöpungsart som först beskrevs av Hartmeyer 1922.  Tylobranchion nordgaardi ingår i släktet Tylobranchion och familjen Diazonidae. Inga underarter finns listade i Catalogue of Life.